# Смит, Хэл (актёр)
Хэл Смит (англ. Hal Smith; 24 августа 1916, Петоски, Мичиган — 28 января 1994, Санта-Моника, Калифорния) — американский актёр-комик радио, кино, телевидения и озвучивания, меньше известен как музыкант и певец (в 1930-х годах пел в биг-бендах); «импровизатор, вокалист и музыкант». За 48 лет карьеры был указан в титрах к более чем 300 работам (фильмы, мультфильмы, сериалы, видеоигры и пр.), ещё примерно в 35 случаях исполнил небольшие роли без указания в титрах. Наиболее запомнился зрителю исполнением роли Отиса Кэмпбелла, пьяницы из сериала «Шоу Энди Гриффита» (32 эпизода (из 274) за шесть лет); озвучиванием Филина в тринадцати мультфильмах о Винни-Пухе.

## Биография
Гарольд Джон Смит родился 24 августа 1916 года в городке Петоски (штат Мичиган, США). Отца звали Джей Д. Смит, он работал механиком; мать — Эмма Смит (до брака — Плуф). Две старшие сестры (Кэтлин и Бернадин) и младший брат, Гленфорд. Когда Гарольд был ещё ребёнком, семья переехала в крупный город Уилмингтон (штат Северная Каролина), а затем обосновалась в городке Массена (штат Нью-Йорк). Здесь юноша окончил старшую школу, после переехал в соседний город Ютика и устроился там работать на радио WIBX диджеем, затем перешёл на радио WGR, WWKB и WEBR — последние три в городе Буффало.
В 1943 году Смит поступил на службу в ВВС Армии США и служил на Филиппинах в Подразделении специальных служб армии. Находясь в Маниле, он был назначен помощником менеджера клуба рядовых при штаб-квартире Дальневосточных военно-воздушных сил. Таким образом, он отвечал за планирование и постановку шоу для развлечения своих сослуживцев. Смит был уволен со службы в апреле 1946 года в звании сержанта и был награждён медалью «За Американскую кампанию», медалью «За Азиатско-тихоокеанскую кампанию», медалью Победы во Второй мировой войне и медалью «За освобождение Филиппин».
Сразу после окончания военной службы Смит отправился в Голливуд, желая стать актёром. Он тут же получил роль в малоизвестном фильме «Звёзды над Техасом» (1946), но затем четыре года предложений о съёмках ему не поступало. А вот с 1950 года Смит (который взял актёрский псевдоним: укоротил своё имя с Гарольд до Хэл) стал довольно активно сниматься (во второстепенных и эпизодических ролях), в 1957 году впервые попробовал себя как актёра озвучивания — и достиг именно на этом поприще заметного успеха, в частности, у него хорошо получалось озвучивать разнообразных животных; нередко его приглашали озвучивать Санта-Клаусов. Смита с охотой приглашали на работу такие крупные студии как Hanna-Barbera, Walt Disney, Warner Bros., Сид и Марти Кроффт.
Смит очень активно снимался в рекламных роликах, за свою карьеру он предоставил свои услуги сотням фирм и компаний, наиболее известные из которых: 3 Musketeers, Toyota, Green Giant, General Mills, Mattel, Kellogg’s, Pizza Hut, Ivory, Coca-Cola.
После смерти жены в 1992 году здоровье актёра начало быстро ухудшаться. 28 января 1994 года, в возрасте 77 лет, Смит скончался от инфаркта миокарда. Хэл Смит умер в своём доме в городе Санта-Моника (штат Калифорния).

### Личная жизнь
13 августа 1938 года Смит женился на женщине по имени Вивиан Мари Ангштадт, которая работала секретарём на радио WIBX. До августа 1947 года последовал развод.

9 августа 1947 года Смит женился на женщине по имени Харриет Луиза Кёртис. Брак продолжался 45 лет до самой смерти жены в июне 1992 года. От брака остался сын Терри (1950 — ?).

## Фильмография
¶ — означает «в титрах не указан»

### Роли «в живую»

#### Широкий экран
- 1951 — Выходные с отцом[англ.] / Week-End with Father — ведущий церемоний[англ.] на ТВ ¶
- 1952 — Вождь краснокожих и другие… / O. Henry's Full House — денди (в новелле «Последний лист») ¶
- 1953 — ? / Confidentially Connie — горожанин ¶
- 1953 — ? / Walking My Baby Back Home — мистер Росс ¶
- 1955 — Дорога на Санта-Фе[англ.] / Santa Fe Passage — бармен ¶
- 1956 — Всегда есть завтра[англ.] / There's Always Tomorrow — бармен
- 1957 — Грешная жена[англ.] / The Unholy Wife — доктор на родео ¶
- 1957 — Пауни[англ.] / Pawnee — бармен ¶
- 1958 — Высокая цена любви[англ.] / The High Cost of Loving — Вудс ¶
- 1960 — Квартира / The Apartment — мужчина в костюме Санта-Клауса ¶
- 1962 — Три балбеса встречают Геркулеса / The Three Stooges Meet Hercules — царь Родоса Тесей
- 1962 — Кушетка[англ.] / The Couch — уличный торговец ¶
- 1962 (1963) — Сын Флаббера[англ.] / Son of Flubber — бармен ¶
- 1963 — Критический выбор[англ.] / Critic's Choice — пьяница ¶
- 1964 — Дорогое сердце[англ.] / Dear Heart — Коренастый ¶
- 1965 — Большие гонки / The Great Race — мэр городка Бораччо
- 1966 — Призрак и мистер Цыплёнок[англ.] / The Ghost and Mr. Chicken — Калвер Уимс ¶
- 1971 — Утка за миллион долларов[англ.] / The Million Dollar Duck — охранник здания суда
- 1973 — Оклахома, как она есть / Oklahoma Crude — Си. Р. Миллер
- 1976 — Жила-была девочка[англ.] / Once Upon a Girl — Матушка Гусыня[12]
- 1988 — Снова 18![англ.] / 18 Again! — Ирв

#### Телевидение
- 1952—1955 — Я женился на Джоан[англ.] / I Married Joan — Чарли[13] (в 11 эпизодах)
- 1952—1963 — Приключения Оззи и Харриет / The Adventures of Ozzie and Harriet — около 35 персонажей (в 37 эпизодах[англ.])
- 1952—1967 — Дни в Долине Смерти / Death Valley Days — 9 персонажей (в 9 эпизодах)
- 1953—1969 — Шоу Рэда Скелтона[англ.] / The Red Skelton Show — 8 персонажей (в 7 эпизодах)
- 1955—1956 — Великий Гилдерслив[англ.] / The Great Gildersleeve — Флойд Мансон (в 2 эпизодах)
- 1956 — Жизнь и житие Уайатта Эрпа[англ.] / The Life and Legend of Wyatt Earp — Калли, бармен (в эпизоде The Assassins) ¶
- 1956 — Дневной спектакль[англ.] / Matinee Theater — Ник (в эпизоде Horsepower)
- 1956—1958 — Сломанная стрела[англ.] / Broken Arrow — разные персонажи (в 3 эпизодах)
- 1957, 1960 — Театр «Дженерал Электрик»[англ.] / General Electric Theater — разные персонажи (в 2 эпизодах)
- 1957—1961 — Есть оружие — будут и путешествия[англ.] / Have Gun – Will Travel — 4 персонажа (в 4 эпизодах[англ.])
- 1958 — Территория надгробий[англ.] / Tombstone Territory — Уайти Бек (в эпизоде The Tin Gunman)
- 1958 — Фурия[англ.] / Fury — Мандерс (в эпизоде Halloween)
- 1958 — Сансет-стрип, 77[англ.] / 77 Sunset Strip — Хьюберт (в эпизоде The Well-Selected Frame[англ.])
- 1959 — Письмо Лоретте[англ.] / Letter to Loretta — Арнольд Крамп (в эпизоде The Prettiest Girl in Town)
- 1959 — Бронко[англ.] / Bronco — бармен (в эпизоде Bodyguard)
- 1959 — Бонанза / Bonanza — Дарвуд Уоткинс (в эпизоде The Magnificent Adah[англ.])
- 1959—1960 — Техасец[англ.] / The Texan — бармен (в 2 эпизодах)
- 1959—1960 — Питер Ганн[англ.] / Peter Gunn — разные роли (в 3 эпизодах)
- 1959, 1961 — Шоу Донны Рид / The Donna Reed Show — мистер Пирсон • Род (в 2 эпизодах)
- 1960 — Дымок из ствола / Gunsmoke — Доби (в эпизоде Old Flame[англ.])
- 1960 — Проделки Бивера[англ.] / Leave It to Beaver — менеджер ресторана (в эпизоде Beaver Won't Eat[англ.])
- 1960 — Шоссе 66[англ.] / Route 66 — Говард (в эпизоде The Strengthening Angels[англ.])
- 1960—1961 — Деннис-мучитель[англ.] / Dennis the Menace — Фрэнк Уэйд • аукционист (в 2 эпизодах)
- 1960—1961 — Ларами[англ.] / Laramie — Джордж • Чарли (в 2 эпизодах)
- 1960, 1962 — Перри Мейсон / Perry Mason — человек-муляж • владелец клуба «Ужин» (в 2 эпизодах)
- 1960, 1963 — Лесси / Lassie — мистер Баннер • Брауни (в 2 эпизодах[англ.])
- 1960—1966 — Шоу Энди Гриффита / The Andy Griffith Show — Отис Кэмпбелл (в 32 эпизодах[англ.])
- 1961 — Хейзел[англ.] / Hazel — диктор-ведущий (в эпизоде Hazel and the Playground)
- 1962 — Караван повозок[англ.] / Wagon Train — Карл Грант (в эпизоде The Daniel Clay Story[англ.])
- 1963 — Альфред Хичкок представляет / Alfred Hitchcock Presents — Острый Укроп (в эпизоде You'll Be the Death of Me)
- 1964 — Мой любимый марсианин[англ.] / My Favorite Martian — Барнаби (в эпизоде If You Can't Lick 'Em)
- 1964—1967 — Шоу Люси / The Lucy Show — мистер Уэбер • мистер Уилсон (в 3 эпизодах[англ.])
- 1965 — Семейка Аддамс / The Addams Family — судья Харви Сондерс (в эпизоде The Addams Family in Court)
- 1965—1969 — Станция «Юбочкино»[англ.] / Petticoat Junction — 3 персонажа (в 3 эпизодах[англ.])
- 1966—1971 — Зелёные просторы / Green Acres — 5 персонажей (в 7 эпизодах[англ.])
- 1967 — Герои Хогана[англ.] / Hogan's Heroes — Ганс Шпер (в эпизоде The Swing Shift[англ.])
- 1967 — Человек от Д.Я.Д.И.[англ.] / The Man from U.N.C.L.E. — Кеннет Кварц (в эпизоде The Matterhorn Affair[англ.])
- 1967 — Симаррон Стрип[англ.] / Cimarron Strip — Харви (в эпизоде Nobody)
- 1968 — Защитник Джадд[англ.] / Judd, for the Defense — доктор Фрэнсис Корелли (в 2 эпизодах)
- 1968 — Вирджинец[англ.] / The Virginian — концессионер (в эпизоде The Hell Wind[англ.])
- 1969 — Адам-12[англ.] / Adam-12 — Эдвард Браун (в эпизоде Log 51: A Jumper, Code 2[англ.])
- 1969 — Гомер Куча, морпех[англ.] / Gomer Pyle – USMC — Гарри Хостельман (в эпизоде Hare Today, Gone Tomorrow[англ.])
- 1969 — Отряд «Стиляги»[англ.] / The Mod Squad — мистер Таковски, ювелир (в эпизоде My Name Is Manolete)
- 1969—1970 — Шоу Дорис Дэй[англ.] / The Doris Day Show — 3 персонажа (в 4 эпизодах)
- 1969, 1971 — Семейка Брейди / The Brady Bunch — Картонный король • Санта-Клаус (в 2 эпизодах[англ.])
- 1969—1973 — Любовь по-американски[англ.] / Love, American Style — 3 персонажа (в 3 эпизодах[англ.])
- 1970 — Лансер[англ.] / Lancer — аукционист (в эпизоде The Rivals)
- 1971—1972 — Странная парочка[англ.] / The Odd Couple — Артур О’Рейли • Шерман (в 2 эпизодах)
- 1972 — А вот и Люси[англ.] / Here’s Lucy — Макс (в эпизоде Dirty Gertie[англ.])
- 1973 — Улицы Сан-Франциско / The Streets of San Francisco — Джонни Долан (в эпизоде Trail of the Serpent[англ.])
- 1973, 1978 — Особенная продлёнка ABC[англ.] / ABC Afterschool Special — профессор Латуш • дядюшка Карл (в 2 выпусках)
- 1974 — Барнаби Джонс[англ.] / Barnaby Jones — Леон (в эпизоде Foul Play[англ.])
- 1975 — Эллери Куин[англ.] / Ellery Queen — Уилл Бейли, коронер (в эпизоде The Adventure of the Chinese Dog)
- 1980, 1984 — Придурки из Хаззарда / The Dukes of Hazzard — Поп Дарем • Генри Флэтт (в 2 эпизодах[англ.])
- 1982 — Маленький домик в прериях / Little House on the Prairie — Трамбл (в эпизоде He Was Only Twelve: Part 1[англ.])
- 1982 — Остров фантазий / Fantasy Island — Отис МакАллистер • мистер Куэрри (в 2 эпизодах[англ.])
- 1985—1986 — Ночной суд[англ.] / Night Court — мужчина в галерее • бродяга (в 2 эпизодах[англ.])
- 1986 — Возвращение в Мэйберри[англ.] / Return to Mayberry — Отис Кэмпбелл
- 1987 — Путь на небеса[англ.] / Highway to Heaven — Мартин (в эпизоде All That Glitters[англ.])
- 1987—1994 — Приключения в Одиссее[англ.] / Adventures in Odyssey — 9 персонажей (в 40 эпизодах)
- 1991 — видеоклип Алана Джексона на песню Don't Rock the Jukebox, роль — бродяга
- 1991 — Арлина и Кимберли[англ.] / Switched at Birth — управляющий квартирой

### Озвучивание и дубляж

#### Полнометражные мультфильмы
- 1964 — Привет, я — медведь Йоги / Hey There, It's Yogi Bear! — Кукурузная Лепёшка • Лось
- 1967 — Книга джунглей / The Jungle Book — слон-неряха • обезьяна ¶
- 1970 — Костяная аллея / Shinbone Alley — крыса Фредди • чопорная кошка
- 1970 — Санта и три медведя[англ.] / Santa and the Three Bears — дядюшка Хэл • Санта • мистер Рейнджер
- 1973 — Дикая планета / La Planète sauvage / Divoká planeta[14] — 3 персонажа
- 1977 — Приключения Винни / The Many Adventures of Winnie the Pooh — Филин
- 1977 — Рождество Флинтстоунов[англ.] / A Flintstone Christmas — Санта-Клаус
- 1980 — Первое Рождество Йоги[англ.] / Yogi's First Christmas — вождь Отто • Санта-Клаус
- 1985 — Маленькие гости[англ.] / Here Come the Littles — дядюшка Огастас
- 1986 — Приключения американского кролика[англ.] / The Adventures of the American Rabbit — 3 персонажа
- 1986 — Американский хвост (Американская история) / An American Tail — Мо, крыса
- 1988 — Гарфилд: Все 9 жизней[англ.] / Garfield: His 9 Lives — Джордж Фридерик Гендель • Ларри
- 1991 — Красавица и Чудовище / Beauty and the Beast — Филипп, конь
- 1992 — Аладдин / Aladdin — лошадь Джафара

#### Короткометражные мультфильмы и мультсериалы
- 1959 — Клют Карго[англ.] / Clutch Cargo — около 140 персонажей (в 52 эпизодах)
- 1959 — Новогоднее путешествие[15] — 4 персонажа
- 1959—1960 — Шоу Пса Хакльберри[англ.] / The Huckleberry Hound Show — 6 персонажей (в 5 эпизодах)
- 1959—1962 — Снупер и Блаббер[англ.] / Snooper and Blabber — около 25 персонажей (в 8 эпизодах)
- 1960—1965 — Флинтстоуны / The Flintstones — около 70 персонажей (в 33 эпизодах[англ.])
- 1960—1975 — Дейви и Голиаф[англ.] / Davey and Goliath — около 100 персонажей (в 71 эпизоде)
- 1961—1962 — Топ Кэт[англ.] / Top Cat — 9 персонажей (в 3 эпизодах)
- 1962 — Аллигатор Уолли[англ.] / Wally Gator — 3 персонажа (в 2 эпизодах)
- 1962—1963 — Черепаха Туше и Дум Дум[англ.] / Touché Turtle and Dum Dum — 6 персонажей (в 5 эпизодах)
- 1962—1963 — Джетсоны / The Jetsons — 5 персонажей (в 3 эпизодах[англ.])
- 1962—1964 — Космический ангел[англ.] / Space Angel — около 115 персонажей (в 52 эпизодах)
- 1963 — Весёлая компания[англ.] / The Funny Company — 4 персонажа (в 154 эпизодах)
- 1964—1965 — Шоу Питера Потамуса[англ.] / The Peter Potamus Show — Яппи • Король (в 21 эпизоде)
- 1964—1966 — Шоу гориллы Магиллы[англ.] / The Magilla Gorilla Show — 9 персонажей (в 5 эпизодах)
- 1964—1966 — ? / Ricochet Rabbit & Droop-a-Long — 5 персонажей (в 4 эпизодах)
- 1964—1966 — Йиппи, Яппи и Яху[англ.] / Yippee, Yappee and Yahooey — более 15 персонажей (в 23 эпизодах)
- 1965 — Новые Три балбеса[англ.] / The New 3 Stooges — около 200 персонажей (в 139 эпизодах)
- 1966 — Винни-Пух и медовое дерево / Winnie the Pooh and the Honey Tree — Филин
- 1966 — Лорел и Харди[англ.] / Laurel and Hardy — второстепенные персонажи (в 26 эпизодах)
- 1966—1967 — Франкенштейн–мл. и Невозможные[англ.] / Frankenstein Jr. and The Impossibles — 9 персонажей (в 18 эпизодах)
- 1967 — Фантастическая четвёрка / The Fantastic Four — Кло (в эпизоде Klaws)
- 1968 — Новые приключения Гекльберри Финна[англ.] / The New Adventures of Huckleberry Finn — Музаффар Древний • Санчо Панса (в 2 эпизодах)
- 1968 — Винни-Пух и день забот / Winnie the Pooh and the Blustery Day — Филин
- 1969—1970 — Скуби-Ду, где ты! / Scooby-Doo, Where Are You! — более 12 персонажей (в 25 эпизодах[англ.])
- 1970 — Доктор Дулиттл[англ.] / Doctor Dolittle — Томми Стаббинс (в 11 эпизодах)
- 1970—1989 — Диснейленд[англ.] / Disneyland — 10 персонажей (в т. ч. Каа, Гуфи, Винни-Пух) (в 10 эпизодах)
- 1971 — Помогите! Лохматые медведи![англ.] / Help!… It's the Hair Bear Bunch! — второстепенные персонажи (в 11 эпизодах)
- 1971—1972 — ? / The Funky Phantom — человек-пёс • Баркли (в 17 эпизодах)
- 1971—1975 — Лупи Де Луп[англ.] / Loopy De Loop — 8 персонажей (в 4 эпизодах)
- 1972 — Римские каникулы[англ.] / The Roman Holidays — мистер Магнат (в 12 эпизодах)
- 1973 — Джинни[англ.] / Jeannie — Хоппи Хопкинс • мусорщик (в 2 эпизодах)
- 1973 — Банда Йоги[англ.] / Yogi's Gang — Дж. Распутный Вандал • Бродяга Смайли (в 5 эпизодах)
- 1973 — Скоростной багги[англ.] / Speed Buggy — второстепенные персонажи (в 16 эпизодах)
- 1974 — Семейка Партридж, год 2200[англ.] / Partridge Family 2200 A.D. — 4 персонажа (в 2 эпизодах)
- 1975 — Шоссе Хубера-Блуба[англ.] / The Hoober-Bloob Highway — рассказчик за кадром
- 1976 — Ябберджау[англ.] / Jabberjaw — второстепенные персонажи (в 16 эпизодах)
- 1977 — Хэллоуин — ночь Гринча / Halloween Is Grinch Night — Джозайя
- 1977—1980 — Капитан Кейвмэн и Юные Ангелы[англ.] / Captain Caveman and the Teen Angels — второстепенные персонажи (в 20 эпизодах)
- 1978 — Приключения Маленького принца / 星の王子さま プチ・プランス — Свифти, Космическая птица
- 1978 — Космическая гонка Йоги[англ.] / Yogi's Space Race — второстепенные персонажи (в 13 эпизодах)
- 1978 — Ослик / The Small One — аукционист
- 1978 — Фантастическая четвёрка / The New Fantastic Four — второстепенные персонажи (в 13 эпизодах)
- 1978 — Скуби-Ду Шоу / The Scooby-Doo Show — Гуи Ле Бо • мистер Тейлор (в эпизоде The Beast is Awake in Bottomless Lake[англ.]) ¶
- 1978 — Розовая пантера / The Pink Panther Show — второстепенные персонажи (в 16 эпизодах)
- 1978 — Пёс Динки[англ.] / Dinky Dog — второстепенные персонажи (в 16 эпизодах)
- 1979 — Каспер и ангелы[англ.] / Casper and the Angels — Зануда (в 8 эпизодах)
- 1979 — Первое Рождество Каспера[англ.] / Casper's First Christmas — Санта-Клаус
- 1979—1980 — Комедийно-приключенческое шоу Пластичного человека[англ.] / The Plastic Man Comedy/Adventure Show — доктор Хонктофф • второстепенные персонажи (в 16 эпизодах)
- 1979—1989 — Улица Сезам / Sesame Street — слон • медведь • муравей (в 3 эпизодах)
- 1980 — Тандарр-варвар[англ.] / Thundarr the Barbarian — Симиус (в эпизоде Valley of the Man-Apes)
- 1981 — Винни-Пух открывает времена года[англ.] / Winnie the Pooh Discovers the Seasons — Винни-Пух • Филин
- 1981 — Попай и друзья[англ.] / The All New Popeye Hour — полковник Крамб (в 3 эпизодах)
- 1981 — Хитклифф[англ.] / Heathcliff — второстепенные персонажи (в 13 эпизодах)
- 1981 — Шоу коалы Квики[англ.] / The Kwicky Koala Show — второстепенные персонажи (в 16 эпизодах)
- 1982 — А вот и Гарфилд[англ.] — Риба • Скинни
- 1982 — Богатенький Ричи[англ.] / Richie Rich — второстепенные персонажи (в эпизоде Dollar's Exercise / Richie's Cube / The Maltese Monkey / Everybody's Doing It)
- 1982 — Рождественская шутка Медведя Йоги[англ.] / Yogi Bear's All Star Comedy Christmas Caper — 3 персонажа
- 1982—1983 — ? / Shirt Tales — второстепенные персонажи (в 23 эпизодах)
- 1982—1987 — Смурфики / The Smurfs — несколько персонажей (в 17 эпизодах)
- 1982—1992 — Специальное предложение на выходные от ABC[англ.] / ABC Weekend Special — 15 персонажей (в 10 эпизодах)
- 1983 — Винни-Пух и День рождения Иа[англ.] / Winnie the Pooh and a Day for Eeyore — Винни-Пух • Филин
- 1983 — Рождественская история Микки / Mickey's Christmas Carol — дух Джейкоба Марли (Гуфи) • собиратель пожертвований
- 1983 — Субботний суперкейд[англ.] / Saturday Supercade — второстепенные персонажи (в 13 эпизодах)
- 1983 — Добро пожаловать на Пуховую опушку[англ.] / Welcome to Pooh Corner — Винни-Пух • Филин (в 18 эпизодах)
- 1983—1985 — Крохи[англ.] / The Littles — мистер Финниган (в 14 эпизодах)
- 1984 — Пожарный план Дональда[англ.] / Donald's Fire Survival Plan — пожарный
- 1984 — Новое шоу Скуби и Скрэппи Ду[англ.] / The New Scooby and Scrappy-Doo Show — коллега Харриет (в эпизоде Ghosts of the Ancient Astronauts)
- 1984 — Гарфилд среди дикой природы[англ.] / Garfield in the Rough — бобр Дики
- 1984 — Pole Position — второстепенные персонажи (в 13 эпизодах)
- 1985—1986 — Цирк Дамбо[англ.] / Dumbo's Circus — Справедливый Динкум (в 82 эпизодах)
- 1986 — Гарфилд в раю[англ.] / Garfield in Paradise — голос за кадром
- 1987 — Настоящие охотники за привидениями / The Real Ghostbusters — лорд Килдарби • мэр Ленни Клотч (в эпизоде The Bird of Kildarby[англ.])
- 1987—1990 — Утиные истории / DuckTales — около 15 персонажей (в 47 эпизодах)
- 1988 — Новое шоу Медведя Йоги[англ.] / The New Yogi Bear Show — второстепенные персонажи (в 4 эпизодах)
- 1988—1989 — Это Америка, Чарли Браун[англ.] / This Is America, Charlie Brown — Джон Мьюр • делегат (в 2 эпизодах)
- 1988, 1990 — Приключения мишек Гамми / Adventures of the Gummi Bears — Эбботт Костелло • Ногам (в 2 эпизодах[англ.])
- 1988—1991 — Новые приключения Винни-Пуха / The New Adventures of Winnie the Pooh — Филин • Декстер • луговая собачка — библиотекарь (в 25 эпизодах[англ.])
- 1989 — Хроника бутербродной войны / The Butter Battle Book — разные юки
- 1990 — Чудеса на виражах / TaleSpin — Джо Мэги (в эпизоде The Old Man and the Sea Duck)
- 1990 — Потсворт и компания[англ.] / Potsworth & Co. — Санта-Клаус (в 13 эпизодах)
- 1991 — Чёрный Плащ / Darkwing Duck — Апостол Пётр (в эпизоде Dead Duck)
- 1991 — Привет, Йоги![англ.] / Yo Yogi! — Болтливая Мышь (в 9 эпизодах)
- 1992 — Русалочка / The Little Mermaid — злодей (в эпизоде Stormy)
- 1993 — Чокнутый / Bonkers — Санта-Клаус (в эпизоде Miracle at the 34th Precinct[англ.])

#### Кинофильмы
- 1972 — Побег / The Getaway — различные дикторы радио ¶

#### Компьютерные игры
- 1991 — Dragon’s Lair II: Time Warp[англ.] — 5 персонажей (в т. ч. Чеширский Кот)

## Работа на радио
- 1987—1994[8] — Приключения в Одиссее[англ.] / Adventures in Odyssey — Джон Эйвери Уиттейкер / второстепенные персонажи (в 253 эпизодах)[16]